# Puig dels Agrellons
El Puig dels Agrellons és una muntanya de 1.934,7 metres d'altitud del límit entre les comunes de Censà, de la comarca del Conflent, i de Formiguera, de la del Capcir, totes dues a la Catalunya del Nord.
És a la zona sud-occidental del terme de Censà i a l'extrem sud-oriental del de Formiguera; és al sud del Puig de l'Orri.